# Стівен Крейн
Сті́вен Кре́йн (англ. Stephen Townley Crane; 1 листопада 1871, Ньюарк, Нью-Джерсі, США — 5 червня 1900, Баденвайлер, Німеччина) — американський поет, прозаїк, публіцист. Автор романів, повістей, оповідань, поетичних та публіцистичних творів. Не можна віднести до конкретного стилю, є риси реалізму, натуралізму, символізму, імпресіонізму та імажинізму. Новатор як у тематиці, так і у формі викладу (вперше в американській літературі звертається до верлібру). Фахівці відзначають сильний вплив Крейна на творчість Ернеста Хемінгуея, Вільяма Фолкнера, Теодора Драйзера, а також на здобутки модерністів, зокрема імажиністів.
Славу Стівену Крейну приніс його другий великий твір — «Багряний знак відваги» («The Red Badge of Courage» (1894)), що вважається найкращим романом на тему громадянської війни в США. Найвідомішими його оповіданнями є «Шлюпка у відкритому морі» («The Open Boat» (1898)), «Блакитний готель» («The Blue Hotel» (1898)), «Наречена їде у Єллоу-Скай» («The Bride Comes to Yellow Sky» (1898)) та «Чудовисько» (1898)).

## Біографія
Стівен Крейн народився 1 листопада 1871 року в Ньюарку, штат Нью-Джерсі, США, в сім'ї Джонатана Таунлі Крейна, пастора методистської єпископальної церкви, та Мері Гелен Пек Крейн, дочки священика Джорджа Пека. Він був наймолодшою, чотирнадцятою, дитиною в сім'ї, але вижили лише восьмеро з його братів і сестер.
16 лютого 1880 року у віці 60 років помирає його батько. Стівену було 8. Одразу після смерті чоловіка Мері Крейн після зміни кількох місць повертається до Нью-Джерсі, в Есбурі-Парк. Стівеном здебільшого опікуються інші брати. У школі хлопчик починає захоплюватися бейсболом та літературою — експериментує зі словом, пробує писати есе. Вже у 14 років з'являється його перший твір «Дядько Джек та дверний дзвінок», який опублікований не був.
Освіта Стівена була різносторонньою. Наприкінці 1885 року вступає до Педдінгтонської семінарії. Через 2 роки залишає навчання в знак протесту проти підвищення оплати і вступає до Клайвракського коледжу, де продовжує захоплюватись бейсболом та військовою наукою. Брат Таунлі, професійний репортер, залучає Стівена до журналістської роботи — він стає дописувачем невеликої рубрики місцевих новин у «New York Tribune». Із січня 1888 року відвідує Інститут Хадсон-Ривер у штаті Нью-Йорк. У лютому 1890 року виходить друком його нарис «Генрі М. Стенлі» у студентському журналі «Vidette». Основою для сюжету твору стали, очевидно, розповіді одного з викладачів — генерала ван Петтена.
Восени 1890 року під тиском сім'ї Стівен змушений перевестися до Лафаєтського коледжу (Істон, Пенсільванія) для вивчення гірничої справи. Незважаючи на наявність неабияких здібностей, сумлінним учнем Стівен не був, і вже за семестр він переводиться до Сиракузького університету. Через захоплення літературою і бейсболом не приділяє достатньо уваги навчанню, тому закінчує лише один курс. Знову завдяки допомозі брата стає місцевим кореспондентом у газеті «New York Tribune».
Влітку 1891 року Стівен Крейн їде до Нью-Йорка, де винаймає кімнату в бідному кварталі й починає працювати репортером у газеті. Він спостерігає за життям найбідніших верств населення, що знаходить відображення в його творах, відточує майстерність влучних коротких оповідей. Знайомиться з відомими письменниками — Вільямом Діном Ховелсом та Гамліном Гарландом, останній стає наставником і вчителем Крейна.
У грудні 1891 року у віці 64 років помирає його мати. Хлопець намагається заробляти комерцією, працювати позаштатним журналістом. Енергійно пише повість «Меггі: дівчина з вулиці» («Maggie: а Girl of the Streets»).
Його перший великий твір «Меггі: дівчина з вулиці» зазвичай зараховується фахівцями до натуралізму. Це була історія бідної звабленої дівчини, від якої відвернулися сім'я й суспільство, що й призвело її до самогубства. Видання пройшло непоміченим як критиками, так і читачами. Майже весь наклад залишився непроданим, проте знані на той час літератори Г. Гарленд і В. Д. Ховелс високо оцінили літературну цінність твору. У цей час автор знайомиться з відомими письменниками — Марком Твеном і Френсісом Бретом Гартом — та під впливом творчості Емілі Дікінсон звертається до поезії.
Одразу після виходу у світ першої повісті, Крейн починає активно працювати над романом «Багряний знак відваги» («The Red Badge of Courage»), присвяченому темі громадянської війни у США. Стівен досліджує воєнні мемуари, намагаючись здобути всю можливу інформацію про внутрішній стан людини на війні. Цей період був дуже продуктивним у творчості письменника — він працює одночасно в кількох напрямах. Так, у 1893—1894 роки з-під пера Крейна виходять також його найбільш відомі поетичні твори.
Роман «Багряний знак відваги» був надрукований 1894 року у скороченому газетному варіанті, але навіть таке видання мало шалений успіх і принесло Стівену Крейну бажане визнання. Письменнику одразу надходить кілька пропозицій про співпрацю. Він погоджується почати роботу з газетним синдикатом «Бачеллер-Джонсон».
У 1896 році книга зайняла 8-ме місце в міжнародному рейтингу бестселерів. Оскільки у творі йшлося про важкі сторінки в історії США, то дехто з читачів усе ж звинувачував митця в непатріотичності. У Великій Британії, яка не була залучена до таких подій, роман оцінили дуже високо. Нині «Багряний знак відваги» включено до програм середніх і вищих шкіл Америки.
Того ж 1894 року Крейн показує свої поетичні наробки Г. Гарленду, який знову дуже схвально поставився до них і підштовхував автора до їх публікації, хоча вони й були для тогочасного суспільства досить сміливими. Після нетривалих перемовин із видавництвом «Коупленд енд Дей», збірка поезій «Чорний вершник та інші рядки» («The Black Riders and Other Lines») була взята до друку, але у світ вийшла лише після публікації роману «Багряний знак відваги» — незадовго до його повернення у Нью-Йорк у травні. Загалом збірка отримала негативні рецензії через незрозумілий стиль і використання вільних віршів.
1896 року вони виходять друком. У творі «Мати Джорджа» («George's Mother») досить реалістично зображено процес руйнування відносин між блудним сином і побожною матір'ю та знову яскраво проглядаються біблійні мотиви й авторське трактування складних моральних питань. Повість «Третя фіалка» («The Third Violet») присвячена романтичному коханню нью-йоркських художників та життю бідної богеми.
Бажаючи закріпити і примножити славу митця, газетний синдикат «Бачеллер-Джонсон» пропонує Крейну написати кілька оповідань на тему громадянської війни. Так з'являються «Ветеран» («The Veteran»), «Три дивовижних солдати» («Three Miraculous Soldiers»), «Індіанська кампанія» («An Indiana Campaign»), «Епізод на війні» («An Episode of War») та «Маленький полк» («The Little Regiment»).
У листопаді 1896 року Крейн отримує ще одне завдання на роботу воєнним репортером від синдикату та їде на Кубу, яка на той час перебувала у стані війни з Іспанією.
Корабель «Комодор» («SS Commodore»), яким Крейн вирушає до берегів острова, зазнає серйозних ушкоджень і тоне. Крейн був одним з останніх, хто відплив на рятувальній шлюпці. Півтора дня четверо чоловіків у відкритому морі намагалися дістатися до берегів Флориди, один з них так і не зійшов на сушу. Ця подія негативно вплинула на здоров'я митця. Такі сильні переживання лягли в основу одного з наймайстерніших і найвідоміших його оповідань — «Шлюпка у відкритому морі» («The Open Boat»), яка вперше була опублікована в червні 1897 року в журналі «Скрайбнерз Мегезін» («Scribner’s Magazine»).
На Кубі Крейн знайомиться із 31-річною Корою Тейлор (справжнє ім'я — Кора Етель Стюарт), власницею невеликого готелю і представницею місцевої богеми. У них зав'язується роман. Майже увесь час перебування Крейна на Кубі вони проводили разом.
Після повернення до Нью-Йорка у 1897 році Стівен Крейн бере завдання «Нью-Йорк Джорнал» на роботу воєнним кореспондентом на греко-турецькій війні.
Після підписання миру Стівен і Кора вирушають до Англії, вважаючи себе сім'єю. Під час проживання у Великій Британії Крейн товаришує з Джозефом Конрадом, Генрі Джеймсом і Гербертом Велсом, а також знайомиться з Едмундом Гусом, Фордом Медоксом Фордом та Едмундом Гарнеттом.
1898 року виходить друком книга його оповідань «Шлюпка у відкритому морі та інші пригодницькі оповідання» («The Open Boat and Other Tales of Adventure»), а 1899 — збірка віршів «Добра війна» («War is kind»), до якої увійшли і більш ранні його твори. Цією публікацією автор «оголошував війну війні». У книзі були зібрані й імпресіоністичні нариси, й філософські роздуми.
Наприкінці грудня 1899 року автор переживає сильний напад хвороби. До роботи повертається тільки через місяць. З 1900 року Крейн через слабкий стан вже може тільки диктувати свої твори. Працює над романом «О'Рудді» («The O'Ruddy», 1903). Було завершено лише 25 із 33 його глав. Твір закінчено вже Р. Барром після смерті письменника. Наприкінці березня — на початку квітня у письменника сталося ще дві великих кровотечі, тож він відмовляється від своїх планів і 28 травня з дружиною завдяки матеріальній допомозі друзів вирушає на курорт Баденвайлер, Німеччина, де й помирає 5 червня. Похований на цвинтарі Евергрін у Нью-Джерсі.
Після смерті письменника про його твори на тривалий час забули. Лише завдяки Ему Ловел та Віллі Катер світ сьогодні захоплюється здобутками письменника.

## Творчість

#### Основні теми
Як і всім представникам реалізму та натуралізму, Стівену Крейну властиве звернення до соціальних тем. Важливими для автора були питання співвіднесення реальності і мрії, думки, духовних криз у житті людини, страху й мужності. Дії людини в кризових ситуаціях, мотиви війни, фізичної потворності, конфлікту часто виникають у творах письменника. Одне з чільних місць серед проблем, піднятих у творчості Крейна, посідає питання самотності людини, відокремленості від інших людей, природи, Бога.

#### «Меггі: дівчина з вулиці» («Maggie: а Girl of the Streets», 1892)
Дебютом Стівена Крейна на літературній ниві стала повість «Меггі: дівчина з вулиці». В основу твору лягли спостереження за життям мешканців дешевих мебльованих кімнат у Нью-Йорку. Це історія молодої робітниці, покинутої спокусником. Відштовхнута сім'єю, дівчина у відчаї стає повією і врешті-решт позбавляє себе життя.
Пізніше автор писав, що хотів лише зобразити життя таким, яким воно є.

#### «Багряний знак відваги» («The Red Badge of Courage», 1894)
Слава прийшла до письменника після виходу у світ іншого його твору — «Багряний знак відваги» («The Red Badge of Courage», 1894). У цьому романі, присвяченому темі громадянської війни у США, Крейн ставив собі за мету показати внутрішній світ воїна, зобразити психологічний портрет страху. Автор настільки майстерно відтворив переживання людини на війні, що читачі не могли повірити, що це не його власні почуття.
Він проникливо показує радість юнака, котрий потрапив на війну, і в деталях розкриває процес зіткнення його очікувань із жорстокою реальністю. Романтичні уявлення Генрі Флемінга — головного героя роману — знищує проза війни з її одноманітністю і кривавою жорстокістю.
Фахівці, що вважають «Багряний знак відваги» реалістичним твором, наголошують на правдивості зображення воєнних подій і акцентують увагу на внутрішньому розвитку героя від недосвідченого інфантильного юнака до побитого життям вояка. Ті, хто зараховує твір до натуралізму, акцентують на соціальних, біологічних та психологічних передумовах поведінки Флемінга. Роман Крейна містить також елементи символізму та імпресіонізму, зокрема особливою є епізодична структура твору.

#### «Чорні вершники та інші рядки» («The Black Riders and Other Lines», 1895) та «Добра війна» («War Is Kind», 1899)
Поезії у першій поетичній збірці Стівена Крейна «Чорні вершники та інші рядки» («The Black Riders and Other Lines») об'єднані мотивом подорожей поета та його роздумів на філософські й релігійні теми. Стиль віршів — простий, схожий на творчість Емілі Дікінсон. Звернення Крейна до вільного вірша поставило його ім'я у світовій літературі поряд з Волтом Вітменом, але стиль американця відрізняється від Вітменівського — Крейну властиві лаконізм, афористичність, жорстка іронія та стриманість почуттів.
Друга збірка схожа на першу і включає деякі ранні поезії автора.

#### «Шлюпка у відкритому морі» («The Open Boat», 1897)
"Шлюпка у відкритому морі вважається найкращим оповіданням Стівена Крейна. Критики відзначають і його письменницьку манеру, і особливість вибраної тематики. Імпресіоністичність оповіді виявляється у майстерному описі ситуації через дрібні деталі та влучно підібрані фрази.
Головним героєм «Шлюпки у відкритому морі» постає внутрішній світ людини, що загубилася в морі. Герой протистоїть силі стихії, силі байдужого моря. Страх і сила природи підкреслюють немічність і непомітність людини.

### Перелік творів

#### Романи і повісті
- Мегі: дівчина з вулиці (Maggie: A Girl of the Streets. New York: [printer unknown], 1893).
- Багряний знак відваги (The Red Badge of Courage. New York: D. Appleton & Company, 1895).
- Мати Джорджа (George's Mother. New York: Edward Arnold, 1896).
- Третя фіалка (The Third Violet. New York: D. Appleton and Company, 1897).
- На дійсній службі (Active Service. New York: Frederick A. Stokes Company, 1899).
- (у співавторстві з Робертом Барром) О'Рудді (Crane, Stephen and Robert Barr. The O'Ruddy. New York: Frederick A. Stokes Company, 1903).

#### Збірки оповідань
- Маленький полк та інші епізоди громадянської війни в США (1896) (The Little Regiment and Other Episodes from the American Civil War. New York: Appleton, 1896).
- Шлюпка у відкритому морі та інші пригодницькі оповідання (1898) (The Open Boat and Other Tales of Adventure. New York: Doubleday & McClure, 1898).
- Чудовисько та інші історії (1899) (The Monster and Other Stories. New York: Harper & Brothers Publishers, 1899), до складу якої увійшли «Чудовисько», «Блакитний готель» і «Його нові рукавички».
- Вайломвільські історії (1900) (Whilomville Stories. New York and London: Harper, 1900).
- Рани під дощем: воєнні історії (1900) (Wounds in the Rain: War Stories. New York: Frederick A. Stokes Company, 1900).
- Великі битви світу (1901) (Great Battles of the World. Philadelphia: Lippincott, 1901).
- Чудовисько (1901) (The Monster. London: Harper, 1901), до складу якого увійшли «Чудовисько», «Блакитний готель», «Його нові рукавички», «Дванадцята година», «Місячне сяйво на снігу», «У кайданах», «Червоно-біла ілюзія».

#### Збірки поезій
- Чорний вершник та інші рядки (1895) (The Black Riders and Other Lines. Boston: Copeland and Day, 1895).
- Добра війна (1899) (War is Kind. New York: Frederick A. Stokes Company, 1899).

#### Незакінчені твори
Є відомості, що після спілкування з чоловіком-проституткою навесні 1894 року Крейн почав писати роман під назвою «Квітка асфальту» («Flowers of Asphalt»). Але автор знищив чернетку.

### Видання українською мовою
Українською вперше твори Стівена Крейна було надруковано у видавництві «Знання». У 2014 році вийшла збірка «Шлюпка у відкритому морі та інші оповідання» у перекладі Ігоря Андрущенка, що містять такі оповідання: «Шлюпка у відкритому морі», «Блакитний готель», «Наречена їде до Єллоу-Скай», «Темно-рудий пес», «Чудовисько».
- Крейн С. Шлюпка у відкритому морі / переклад Ігоря Андрущенка. — К. : Знання, 2014. — 190 с. — (серія "English Library") — ISBN 978-617-07-0178-7.
- Крейн С. Вірші / Пер. з англ. Володимира Криницького  // Паруса творчества. Альманах. — Вып. 4. — К., 2013. — С. 354–355.
- Крейн С. На війні / Пер. з англ. Володимира Криницького // ТекстOver. — 2015. — № 3. — С. 88-91.
- Крейн С. Вірші / Пер. з англ. Володимира Криницького // Наша віра. — 2016. — Березень. — С. 7.
- Крейн С. Червоний знак звитяги / переклад Олени Ломакіної. — К. : Знання, 2017. — 191 с. — (серія "English Library") — ISBN 978-617-07-0447-4.

### Екранізації
- 1951 — «Багряний знак відваги» («The Red Badge of Courage», США; за твором «Багряний знак відваги»), режисер — Джон Х'юстон.
- 1952 — «Лице в лице» («Face to face», США; за твором «Наречена їде до Єллоу-Скай»), режисери — Джон Брам та Бретайн Віндст.
- 1959 — «Обличчя вогню» («Face of Fire», США; за твором «Чудовисько»), режисер — Альберт Бенд.
- 1973 — «Блакитний готель» («Das blaue Hotel», Німеччина/Швеція; за твором «Блакитний готель»), режисер — Станіслав Барабас.
- 1974 — «Багряний знак відваги» («The Red Badge of Courage», США; за твором «Багряний знак відваги»), режисер — Лі Філіпс.
- 1977 — «Блакитний готель» («The Blue Hotel», США; за твором «Блакитний готель»), режисер — Жан Гадар.
- 1997 — «Блакитний готель» («The Blue Hotel», США; за твором «Блакитний готель»), режисер — Ендрю Джордж.
- 2008 — «Тобрук» («Tobruk», Словаччина; за твором «Багряний знак відваги»), режисер — Вацлав Мархоул.